# Eriborus niger
Eriborus niger är en stekelart som beskrevs av Setsuya Momoi 1970. Eriborus niger ingår i släktet Eriborus och familjen brokparasitsteklar. Inga underarter finns listade i Catalogue of Life.